# Лаптев, Владимир Викторович
Влади́мир Ви́кторович Ла́птев (28 апреля 1924, Москва — 4 июля 2012, там же) — советский и российский учёный-правовед, специалист в области хозяйственного и гражданского права. Член-корреспондент АН СССР c 15 марта 1979 года по Отделению философии и права), академик АН СССР c 23 декабря 1987 года.

## Биография
В 1949 году с отличием окончил юридический факультет Института внешней торговли с присуждением квалификации «Юрист внешней торговли».
После окончания института был распределён на работу в Германию в Главное управление советского имущества за границей при Совете Министров СССР (ГУСИМЗ), где работал в Договорно-правовом отделе вплоть до июня 1954 года.
Кандидат юридических наук (1954, диссертация «Правовые вопросы организации и деятельности народных предприятий в ГДР»), доктор юридических наук (1964, диссертация «Правовое положение государственных промышленных предприятий в СССР»), профессор (1966). Был членом КПСС.
Работал в системе Министерства внешней торговли СССР, в 1955 году перешёл в Институт государства и права АН СССР (РАН). Занимал должности учёного секретаря, заведующего сектором хозяйственного права, руководителя центра (сектора) предпринимательского права (ныне — Сектор гражданского и предпринимательского права ИГП РАН), главного научного сотрудника и члена Учёного совета Института и двух диссертационных советов при нём.
В течение ряда лет был председателем экспертной комиссии по юридическим наукам Высшей аттестационной комиссии (ВАК), заведовал кафедрой предпринимательского права Академического правового университета, учреждённого при ИГП РАН. Член научно-консультативного (методического) совета при Высшем арбитражном суде РФ. Входил в состав редакционных советов журналов «Государство и право» и «Предпринимательское право», член редколлегии «Трудов Института государства и права РАН».
Умер 4 июля 2012 года в Москве. Похоронен на Николо-Архангельском кладбище.

## Научная деятельность
Научная деятельность связана преимущественно с фундаментальными проблемами хозяйственного (предпринимательского) права. Разработал понятие хозяйственного права как самостоятельной правовой отрасли, определив его предмет и методы правового регулирования. Основное внимание в исследованиях уделяется правовому положению субъектов предпринимательского права.
В трудах В. В. Лаптева впервые в советской юридической литературе показана роль хозяйственного права как отрасли отрасли законодательства, науки, а также учебной дисциплины. Под руководством В. В. Лаптева был подготовлен проект Хозяйственного (предпринимательского) кодекса.
Особое значение имеет проведённый В. В. Лаптевым развёрнутый анализ правового положения акционерных обществ, государственных унитарных предприятий и крупных производственно-хозяйственных комплексов, а также индивидуальных предпринимателей в России, что позволило разработать формы и методы государственного воздействия на их деятельность в условиях рынка и исследовать проблемы защиты их прав и законных интересов.
Под руководством В. В. Лаптева были изданы многие учебники хозяйственного и предпринимательского права.
В. В. Лаптевым создана научная школа. В числе его учеников академики РАН, доктора наук и профессоры, заведующие кафедрами и секторами. Его идеи о хозяйственном праве ещё во времена СССР были восприняты и получили развитие в научно-исследовательских коллективах Донецка, Куйбышева, Горького, Душанбе, Тбилиси, на юридических факультетах МГУ, ЛГУ и ВЮЗИ.

## Семья
Был женат, жена — Лаптева Майя Алексеевна (Котова-Лопухина), дочь кадрового военного — Котова-Лопухина Алексея Степановича, кавалера Ордена Ленина, Красной Звезды и Красного Знамени. Они познакомились в Германии, а 28 апреля 1950 года поженились.
От брака двое сыновей.
Сын — Сергей Владимирович Лаптев (1951—2017) — кандидат экономических наук, окончил МИНХ им. Г. В. Плеханова (РЭУ им. Г. В. Плеханова). Имеет двух дочерей: Дарья Сергеевна и Ольга Сергеевна.
Сын — Андрей Владимирович Лаптев (род. 30 апреля 1955) — кандидат экономических наук, окончил МИНХ им. Г. В. Плеханова (РЭУ им. Г. В. Плеханова). Работает в нефтяной отрасли РФ. Имеет двух сыновей: Лаптев Василий Андреевич, — правовед, доктор юридических наук, судья Арбитражного суда города Москвы в отставке, профессор кафедры предпринимательского и корпоративного права Московского государственного университета имени О. Е. Кутафина (МГЮА), главный научный сотрудник сектора гражданского и предпринимательского права Института государства и права РАН; Лаптев Иван Андреевич, кандидат юридических наук.

## Основные работы
Автор около 360 научных публикаций, в том числе 15 монографий.
- Система хозяйственных договоров в Германской Демократической Республике. — М.: Госюриздат, 1959. — 208 c.
- Правовое положение государственных промышленных предприятий в СССР / Отв. ред. Л. М. Шор. — М.: Изд-во АН СССР, 1963. — 288 c.
- Гражданское и торговое право капиталистических государств / Александров-Дольник М. К., Альтшуллер А. Б., Богуславский М. М., Зайцева В. В., и др.; Отв. ред.: Яичков К. К. — М.: Междунар. отношения, 1966. — 552 c.
- Предмет и система хозяйственного права. — М.: Юрид. лит., 1969. — 176 c.
- Государственно-монополистический капитализм и буржуазное право / Богуславский М. М., Иойрыш А. И., Лаптев В. В., Леонюк Е. Ф., и др.; Отв. ред.: Иванов С. А. — М.: Наука, 1969. — 302 c.
- Хозяйственный кодекс СССР. Проект для обсуждения / Абова Т. Е., Ефимочкин В. П., Заменгоф З. М., Знаменский Г. Л., и др. — М., 1970. — 260 c.
- «Правовые и социально-психологические аспекты управления» (1972, в соавт. с Б. Ф. Ломовым, В. М. Шепелем и В. Г. Шориным),
- Лаптев В. В. Хойер У. и др. Социалистическое хозяйственное право — инструмент руководства экономикой / У. Хойер, Г. Клингер, В. Панцер, Г. Пфлике. — Берлин, 1971. — 290 с. // Советское государство и право. — 1972. — № 5. — С. 137—139.
- Правовое положение производственных объединений. — М.: Знание, 1975. — 32 c.
- Правовые формы и методы руководства промышленностью. — М.: Юрид. лит., 1975. — 104 c.
- Научно-техническая революция, управление и право / Редкол.: Лаптев В. В., Ринг М. П., Славин М. М., Топорнин Б. Н. — М.: Изд-во ИГиП АН СССР, 1975. — 222 c.
- Теоретические проблемы хозяйственного права / Под ред.: Лаптев В. В. — М.: Наука, 1975. — 414 c.
- Планирование и управление народным хозяйством в странах социализма на современном этапе. Правовые аспекты: Сборник статей / Бар Л., Големинов Ч., Костов М., Лаптев В. В., и др.; Под ред.: Лаптева В. В., Топорнина Б. Н. — М.: Прогресс, 1976. — 366 c.
- Правовое положение промышленных и производственных объединений / Отв. ред.: Тадевосян В. С. — М.: Наука, 1978. — 247 c.
- Правовое регулирование хозяйственных отношений / Отв. ред. Лаптев В. В. — М.: Изд-во ИГиП АН СССР, 1978. — 163 c.
- Правовая организация хозяйственных систем. — М.: Юрид. лит., 1978. — 168 c.
- Экономика и право. Теория и практика правового регулирования хозяйственных отношений. — М.: Экономика, 1981. — 215 c.
- Повышение роли государственного арбитража в механизме социалистического хозяйствования / Отв. ред.: Абова Т. Е., Лаптев В. В. — М.: Изд-во ИГиП АН СССР, 1981. — 141 c.
- Хозяйственное право. Общие положения / Под ред.: Лаптев В. В. — М.: Наука, 1983. — 287 c.
- Хозяйственное право и государственный арбитраж / Редкол.: Абова Т. Е., Лаптев В. В., Малеин Н. С. — М.: Изд-во ИГиП АН СССР, 1983. — 151 c.
- Экономико-правовые проблемы совершенствования хозяйственного механизма / Редкол.: Лаптев В. В. (Отв. ред.), Лопатина Н. Ф., Малеин Н. С., Славин М. М. — М.: Изд-во ИГиП АН СССР, 1984. — 244 c.
- Хозяйственное право. Правовое регулирование функциональных видов деятельности в социалистической экономике / Отв. ред.: Лаптев В. В. — М.: Наука, 1986. — 278 c.
- Предприятие: внутренняя и внешняя хозяйственная деятельность (правовые аспекты) / Под ред.: Лаптев В. В. — М.: Изд-во ИГиП АН СССР, 1991. — 109 c.
- Правовое положение предприятий в России / Абова Т. Е., Андреев В. К., Вознесенская Н. Н., Лаптев В. В., и др.; Под ред.: Лаптев В. В. — М.: Изд-во ИГиП РАН, 1993. — 122 c.
- Введение в предпринимательское право. — М.: Изд-во ИГиП РАН, 1994. — 31 c.
- Правовое регулирование предпринимательской деятельности / Под ред.: Лаптев В. В. — М.: Изд-во ИГиП РАН, 1995. — 94 c.
- Предпринимательское право: понятие и субъекты / Лаптев В. В.; Отв. ред.: Славин М. М. — М.: Юристъ, 1997. — 140 c.
- Акционерное право. — М.: Инфра-М, Контракт, 1999. — 254 c.
- Субъекты предпринимательского права. Учебное пособие. — М.: Юристъ, 2003. — 236 c.
- «Предпринимательское (хозяйственное) право: избранные труды» (2008),
- Предпринимательское (хозяйственное) право и реальный сектор экономики. — М.: Инфотропик Медиа, 2010. — 88 c. и др.

Отдельные работы Владимира Викторовича переведены на немецкий, французский, японский, китайский и английский языки.

## Звания и награды
- Заслуженный деятель науки РСФСР (1977)
- Заслуженный юрист Российской Федерации
- Медаль «В память 800-летия Москвы» / Президиум Верховного Совета СССР 19 февраля 1949 г.
- Юбилейная медаль «За доблестный труд в ознаменование 100-летия со дня рождения Владимира Ильича Ленина» / Президиум Верховного Совета СССР от 1 апреля 1970 г.
- Юбилейная медаль «Тридцать лет Победы в Великой Отечественной войне 1941—1945 гг.» / Указ Президиума Верховного Совета СССР от 25 апреля 1975 г.
- Знак «Победитель социалистического соревнования 1976 года» / Академия наук СССР и ЦК профсоюза работников просвещения, высшей школы и научных учреждений (28 апреля 1977 г.)
- Медаль За трудовую доблесть / Указ Президиума Верховного Совета СССР от 17 сентября 1975 г.
- Орден Трудового Красного Знамени / Указ Президиума Верховного Совета СССР от 27 апреля 1984 г.
- Медаль «Ветеран труда» / решение Исполкома Московского городского Совета народных депутатов от 17 июня 1985 г.
- Медаль Жукова / Указ Президента РФ от 19 февраля 1996 г.
- Медаль «В память 850-летия Москвы» / Указ Президента РФ от 26 февраля 1997 г.
- Знак «Фронтовик 1941—1945» / Российский организационный комитет по подготовке и проведению празднования 55-й годовщины Победы в Великой Отечественной войне 1941—1945 годов (9 мая 2000 г.)
- Юбилейная медаль «60 лет Победы в Великой Отечественной войне 1941—1945 гг.» / Указ Президента РФ от 13 апреля 2005 г.
- Юбилейная медаль «65 лет Победы в Великой Отечественной войне 1941—1945 гг.» / Указ Президента РФ от 04 марта 2009 г.
- Орден Почёта / Указ Президента РФ от 15 марта 2005 г.№ 293[8]
- Лауреат Высшей юридической премии Фемида (2010 г.)[9]
- Лауреат Ленинской премии и Государственной премии СССР[10][уточнить]

## Увековечение памяти
Международная научно-практическая конференция «Лаптевские чтения» (Институт государства и права РАН);